# 马约
马约（法語：Maillot，法語發音：[majo] ⓘ）是法国勃艮第-弗朗什-孔泰大区约讷省的一个市镇，属于桑斯区。

## 地理
马约（48°10'28"N, 3°18'30"E）面积6.17 平方千米，位于法国勃艮第-弗朗什-孔泰大區约讷省，该省份为法国中北部内陆省份，西接卢瓦雷省，西北接塞纳-马恩省，南至涅夫勒省，东临科多尔省，东北与奥布省接壤。
与马约接壤的市镇（或旧市镇、城区）包括：大马莱、罗苏瓦、桑斯。

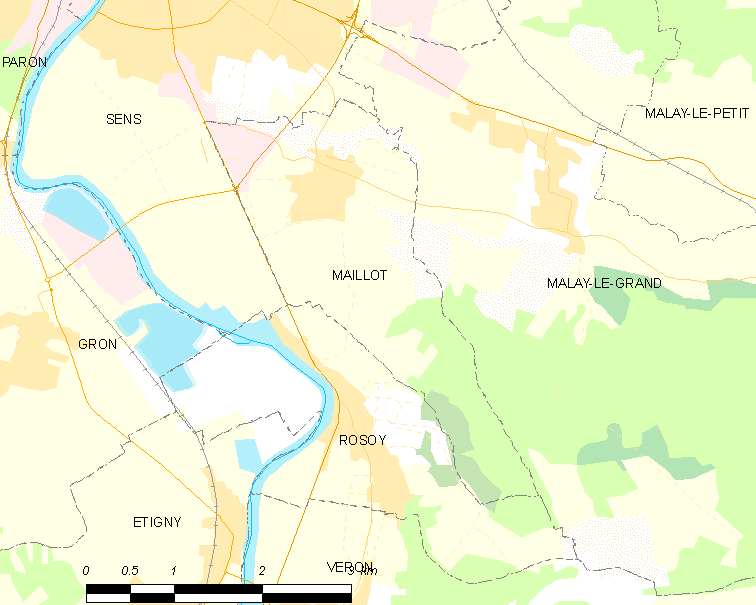
马约的OSM定位图

马约的时区为UTC+01:00、UTC+02:00（夏令时）。

## 行政
马约的邮政编码为89100，INSEE市镇编码为89236。

## 政治
马约所属的省级选区为桑斯第二县。

## 人口

1962-2008年间马约人口变化图示

马约于2022年1月1日时的人口数量为1271人。